# 西島剛
西島 剛 (にしじま ごう、1979年 - ) は、テクノロジスト、IT講師、プロデューサー、クリエイターで株式会社クラウドセーフティ代表取締役社長。

## 経歴
派遣ITエンジニアからキャリアを始める。ヘルプデスク、テクニカルサポート、インフラ系システムエンジニアを経験後、外資系システムインテグレータでプロジェクトマネージャとシステムエンジニアを経験する。その後、株式会社クラウドセーフティを設立する。
クラウドの導入設計、コールセンターの起ち上げ、ITセキュリティ対策部門の起ち上げなどを行い、現在はプロデューサー兼クリエイターとして活動しながらIT講師、サイバーセキュリティエンジニア、ITアーキテクトとしての活動も行う。

## 作品

### 書籍
- 仮想デスクトップ「VDI」「DaaS」入門(工学社、著者：西島剛、2015年)ISBN 978-4-7775-1905-7
- はじめてのDocker(工学社、著者：西島剛、2016年)ISBN 978-4-7775-1949-1
- パッと学ぶ「ファイアウォール」(工学社、著者：西島剛、2021年)ISBN 978-4-7775-2164-7

### 講義作品
- ITパスポート(オンスク.JP、講師：西島剛、2019年)[4]
- 情報セキュリティマネジメント(オンスク.JP、講師：西島剛、2021年)[5]

### ASMR作品
- ダークウェブちゃんのいけないIT講座(シナリオ：西島剛、イラスト：うみのみず、声優：門脇舞以、2022年)[6]
- マルウェアメイカーちゃんのいたずらっ娘講義(シナリオ：西島剛、イラスト：木下さくら、声優：浅野真澄、2023年)[7]

### 楽曲
- 不確定ラビリンス(作詞：西島剛、作曲・編曲：AZUMA HITOMI、歌：櫻井智、浅野真澄、2021年)[8]

### 朗読劇
- 我らサイバー防衛隊 ～ハッカー撲滅計画進行中～(プロデューサー兼脚本：西島剛、出演者：福原香織、小川麻琴、2020年) [9]